# Baconia angusta
Baconia angusta är en skalbaggsart som beskrevs av Schmidt 1893. Baconia angusta ingår i släktet Baconia och familjen stumpbaggar. Inga underarter finns listade i Catalogue of Life.